# Giuseppe Tuntar
Giuseppe Tuntar (Visinada, 7 gennaio 1882 – Buenos Aires, 2 luglio 1940) è stato un politico e giornalista italiano.

## Biografia
Giuseppe Tuntar nacque in Istria nel 1882 da una famiglia di contadini poveri. Studia in seminario a Capodistria, e dopo il liceo frequentò l'Università a Graz. Nel 1905 si iscrisse al Partito Socialdemocratico Austriaco e iniziò a collaborare con giornali della sinistra quali Il Lavoratore di Trieste e Il Proletario di Pola. Dal 1908 al 1910 fu segretario dei socialisti istriani, dopodiché si trasferì a lavorare alla Cassa Ammalati di Gorizia. Qui divenne molto popolare nella base socialista, fu il primo presidente della Federazione socialista friulana e uno dei principali animatori del settimanale Il Socialista Friulano.
Durante la prima guerra mondiale Tuntar, che viveva sfollato a Trieste in condizioni di gravi ristrettezze economiche, perse un figlio e si ammalò egli stesso di asma, patologia che si sarebbe trascinato per il resto della vita. Nel 1919 venne eletto presidente del Comitato Politico Provinciale di Trieste e di quello di Gorizia, e al Congresso di Bologna venne eletto nella Direzione nazionale del PSI. Nel 1920 aderì alla frazione comunista e nel gennaio successivo partecipò al XVII Congresso socialista e alla seguente fondazione del Partito Comunista d'Italia.
Alle elezioni politiche del 1921 fu il primo goriziano a venire eletto Deputato del Regno d'Italia. Tra i suoi numerosi interventi alla Camera, si ricorda la denuncia, il 20 luglio 1921, dei soprusi delle autorità di occupazione e dei fascisti contro le popolazioni slave della Venezia Giulia. La sua attività politica venne sabotata sia dai socialisti che rifiutavano il settarismo comunista di cui era espressione che dal padronato, che lo fece licenziare dal suo posto di lavoro alla Cassa Ammalati di Gorizia, sia dai fascisti che lo aggredirono più volte e in una occasione lo ferirono a colpi di pistola.
Nel 1924, povero, ammalato e preso di mira sia dai fascisti che dalla polizia, lasciò l'Italia per Buenos Aires, dove militò nel Partito comunista argentino, venendo più volte licenziato per rappresaglia ed arrestato.
Negli ultimi anni della propria vita lavorò come giornalista-bibliotecario presso il giornale Crítica. Morì nel 1940.